# Vert-Toulon
Vert-Toulon es una comuna francesa situada en el departamento de Marne, en la región de Gran Este.

## Demografía
| 266 | 273 | 327 | 344 | 344 | 307 | 286 |
| Para los censos de 1962 a 1999 la población legal corresponde a la población sin duplicidades (Fuente: INSEE [Consultar]) |     |     |     |     |     |     |